# Abdullah Ensour
Abdullah Ensour (n. en Salt, Transjordania, en 1939.) es un político jordano que estudió en la Universidad Americana de Beirut y obtuvo un doctorado en la Universidad de París. Su carrera política se remonta a 1984. Fue nombrado Primer ministro de Jordania el 10 de octubre de 2012, cargo que ocupó hasta el 1 de junio de 2016.